# 중구 (서울특별시)

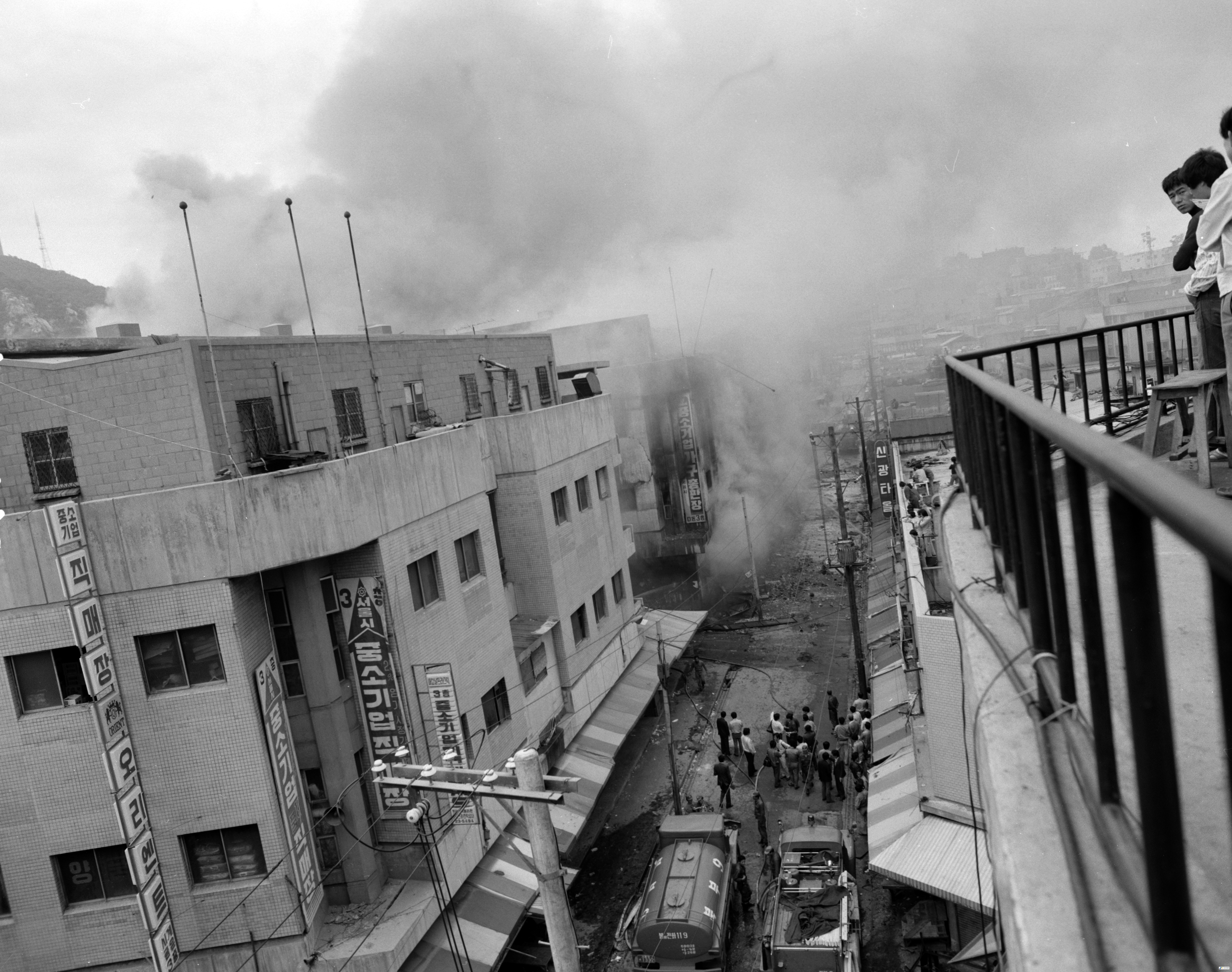
1977년 남대문시장 화재 당시 모습

중구(中區)는 대한민국 서울특별시의 중앙부에 있는 자치구이다. 서울 도심부 중앙에 있다. 동쪽으로는 성동구, 서쪽으로는 서대문구와 마포구, 남쪽으로는 용산구, 북쪽으로는 종로구와 접한다. 서울의 대표적인 산인 남산이 있다. 서울특별시청 등 각종 관공서와 기업체들의 본사 건물, 재래시장 등이 밀집한 곳이다.
중구라는 명칭은 일제강점기 때 정해진 것으로, 조선인들이 북촌(北村, 현재의 종로구), 일본인들이 남촌(南村)에 많이 모여 거주하였기 때문에, 남촌 일대가 경성부의 중심이라 하여 중구라 명명되었다.
대한민국의 많은 광역시에서 중구라는 자치단체명을 사용하기 때문에 대민 표어 등에는 서울 중구란 표기를 흔히 볼 수 있다.

## 역사
1943년 4월 1일 구제도 실시를 전제로 경성부 전역에 7개 사무소가 설치되어 중구지역에는 중앙사무소가 설치되었고, 동년 6월 10일에는 구제도가 실시되어 경성부 직할구역소로 중구역소가 설치되었다. 해방 이후 1946년 9월 28일 서울시는 서울시 헌장에 의해 경기도를 벗어나 도(道)와 같은 지위를 갖게 되어 서울시 중구로 승격되었으며 1946년 10월 1일 기존의 정(町)의 행정구역을 동(洞)으로 일괄 변경하였다.
1970년 3월 17일 조선호텔은 지하 2층, 지상 18층 규모의 최신식 호텔을 새로 지어 개관하였다. 1971년 10월 18일부터 서울 시청 광장과 맞닿아 있는 화교 상가가 철거됐다. 한국화약이 소공동 땅을 화교로부터 매입하여 호텔부지를 확보하였다. 소공동 일대 도심 재개발 사업이 본격적으로 시작됐다. 1973년 한국화약은 소공동 부지 지하 3층, 지상 22층 짜리 호텔을 짓기 시작해 1976년 9월에 준공했다. 서울 도심부 재개발 사업 제1호 사업으로 플라자호텔이 탄생한 것이었다.
- 1975년 10월 1일 서대문구 서소문동 등과 성동구 황학동 등과 용산구 한남동 일부가 중구로 편입되었다.[7]
- 2005년 3월 15일 을지로3·4·5가동을 을지로동으로 개칭하였다.[8]
- 2013년 7월 20일 신당1·2·3·4·6동을 각각 신당동, 다산동, 약수동, 청구동, 동화동으로 개칭하였다.[9]

## 지리
서울 중구는 극서부의 중림동, 중서부의 소공동·회현동·명동, 중부의 을지로동·광희동·장충동·필동, 동부의 신당동·황학동·동화동·청구동·약수동·다산동으로 나눌 수 있다. 중서부 지역에는 백화점 및 명동 상권과, 대형 은행들이 위치하는 업무상업지구이며, 중부의 동대문역사문화공원 인근은 패션 관련 시장들이 입지하고 있으며, 중부와 중서부에 걸쳐 업무지구가 많다. 대부분의 주민들 (70%)은 동부지역에 거주하며, 1975년에 편입되기 전의 영역인 중서부와 중부에는 도심 공동화 현상으로 주민들이 많이 살지 않는다. 특이한 점은 중부 지역에 도심형 공업시설이 입지한다는 점이다.

## 정치
중구는 서울 정치에서 종로구와 더불어서 매우 중요한 지역이다. 종로구, 용산구와 더불어서 서울 도심권의 하나로 서울 정치 지형의 중요성을 뒷받침해주는 지역인데, 서울 중구는 민주당계 정당과 자유한국당 계열 정당의 스윙 보터 중 하나이다. 대표적으로 제19대 대통령 선거에서는 더불어민주당 문재인 후보가 자유한국당 홍준표 후보를 큰 표차로 누르고 승리했지만 다음 선거인 20대 대통령 선거에서는 국민의힘 윤석열 후보가 더불어민주당 이재명 후보에게 승리를 거두었다.

## 행정

### 구청
중구의 중앙청사인 중구청은 1979년에 지어졌으며, 이후 리모델링을 거쳐 현재와 같은 모습을 갖추게 되었다. 주소는 서울특별시 중구 창경궁로 17 (광희동 120-1)이다.

### 행정 구역

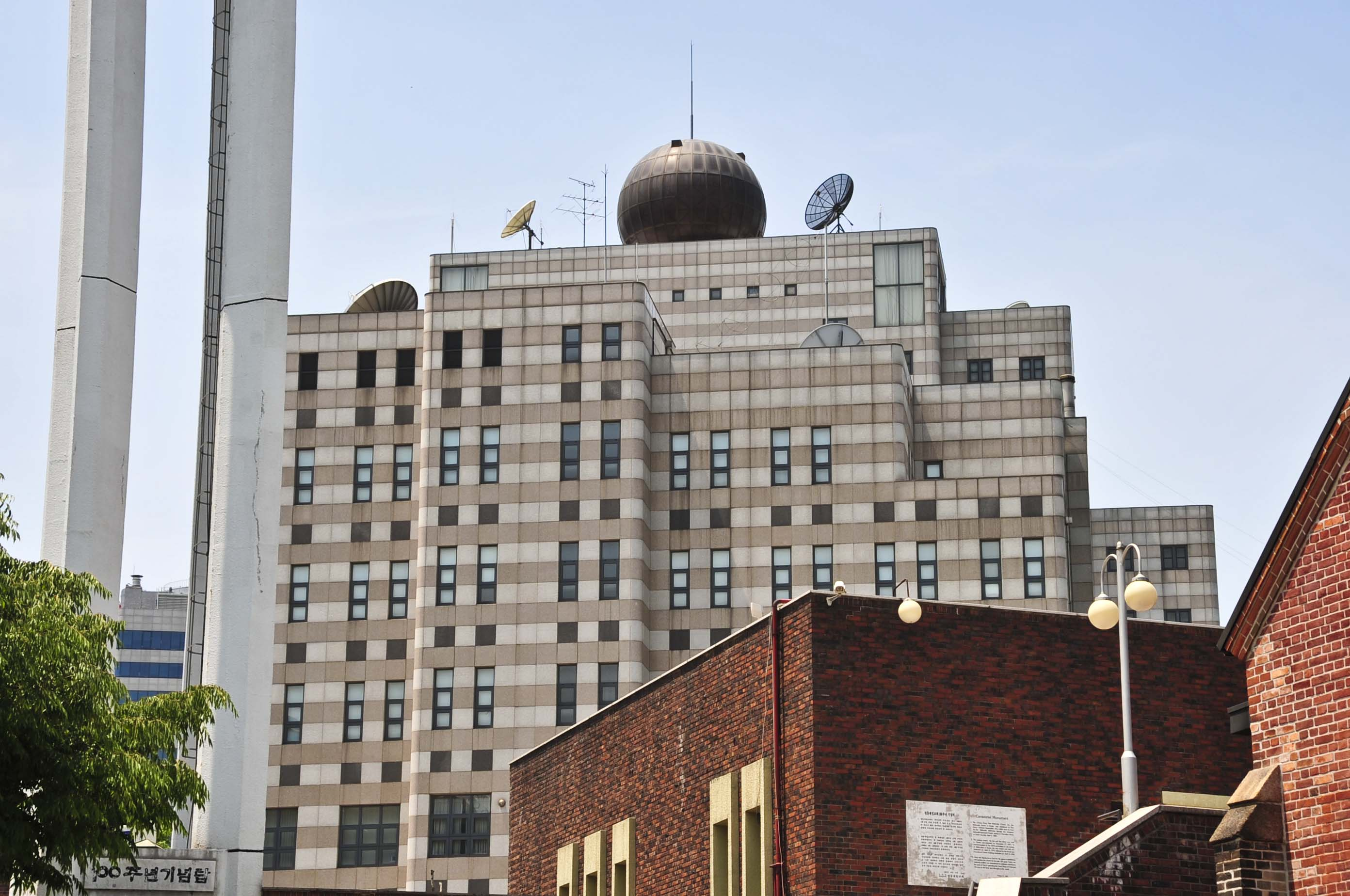
주한 러시아 대사관

중구의 행정 구역은 15개의 행정동으로 나눠서 관할하고 있으며, 면적은 9.96km2로 서울특별시에서 가장 좁다. 서울 중구의 인구는 2024년 1월 기준으로 121,322명이며, 64,758 세대이다.
|           |           |            |        |           |
| 행정동    | 한자      | 면적 (km2) | 세대   | 인구 (명) |
| 소공동    | 小公洞    | 0.95       | 1,239  | 2,188     |
| 회현동    | 會賢洞    | 0.84       | 2,506  | 4,390     |
| 명동      | 明洞      | 0.99       | 1,371  | 2,596     |
| 필동      | 筆洞      | 1.14       | 2,486  | 4,004     |
| 장충동    | 奬忠洞    | 1.36       | 2,826  | 4,535     |
| 광희동    | 光熙洞    | 0.74       | 3,972  | 5,806     |
| 을지로동  | 乙支路洞  | 0.60       | 2,140  | 3,059     |
| 신당동    | 新堂洞    | 0.55       | 4,716  | 7,415     |
| 다산동    | 茶山洞    | 0.51       | 6,791  | 13,278    |
| 약수동    | 藥水洞    | 0.48       | 7,761  | 16,098    |
| 청구동    | 靑丘洞    | 0.34       | 6,149  | 12,964    |
| 신당제5동 | 新堂第5洞 | 0.39       | 5,395  | 10,140    |
| 동화동    | 東化洞    | 0.26       | 3,983  | 9,938     |
| 황학동    | 黃鶴洞    | 0.33       | 7,440  | 12,721    |
| 중림동    | 中林洞    | 0.48       | 5,983  | 12,190    |
| 중구      | 中區      | 9.96       | 64,758 | 121,322   |

## 인구
서울특별시 중구의 연도별 인구 추이
| 연도   | 총인구    | 연도   | 총인구    |
| ------ | --------- | ------ | --------- |
| 1966년 | 156,761명 | 2005년 | 130,072명 |
| 1970년 | 134,815명 | 2010년 | 132,822명 |
| 1975년 | 281,832명 | 2015년 | 125,733명 |
| 1980년 | 238,476명 | 2020년 | 125,240명 |
| 1985년 | 208,085명 | 2021년 | 122,499명 |
| 1990년 | 187,355명 | 2022년 | 120,437명 |
| 1995년 | 156,302명 | 2023년 | 121,312명 |
| 2000년 | 141,010명 |        |           |

## 산업

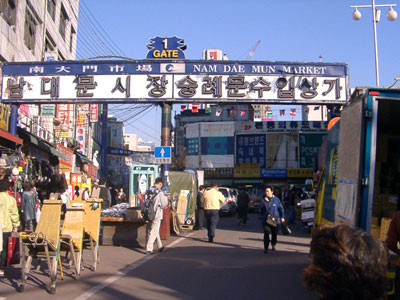
남대문 시장

남대문시장, 중부시장, 평화시장 등 대형 재래시장과 롯데, 신세계 등 대형백화점 및 명동, 충무로의 현대식 쇼핑가,굿모닝시티, 두산타워,동대문 밀리오레,명동 밀리오레,케레스타 등 신·구 유통 시장이 복합적으로 형성되어 서울의 중심적인 상업도시로 발전하고 있다. 소공동, 북창동 등 중구 핵심지대는 회사, 무역상사, 은행본점 등의 중추관리기능이 밀집됨으로써 중심업무 지구의 특성을 나타내고 있고, 핵심지역의 외곽도 보험 및 증권회사, 행정관리 기능과 전문 서비스 지구를 형성하고 있으며, 도서출판과 보도기능 같은 서비스 기능도 입지하고 있다. 이와 같이 중구의 중심 지대에는 중추관리기능이, 간선도로변에는 도심성 소매활동이 간선도로 후면에는 서비스활동이, 을지로와 청계천에는 기계, 기구, 부속품 등의 판매 지역이 서로 연계하여 분포되어 있다. 아울러 도심지역의 각 블록의 앞면에는 빌딩군을 이루고 있고 뒷면은 여전히 오래된 주택들이 남아있는 곳이 많으며 이들은 주로 음식점, 주점, 숙박업소로 이용되고 있어 역시 도시로서의 일면을 나타내고 있고 최근 도심재개발사업이 활발하게 진행되고 있다.

## 문화 · 관광

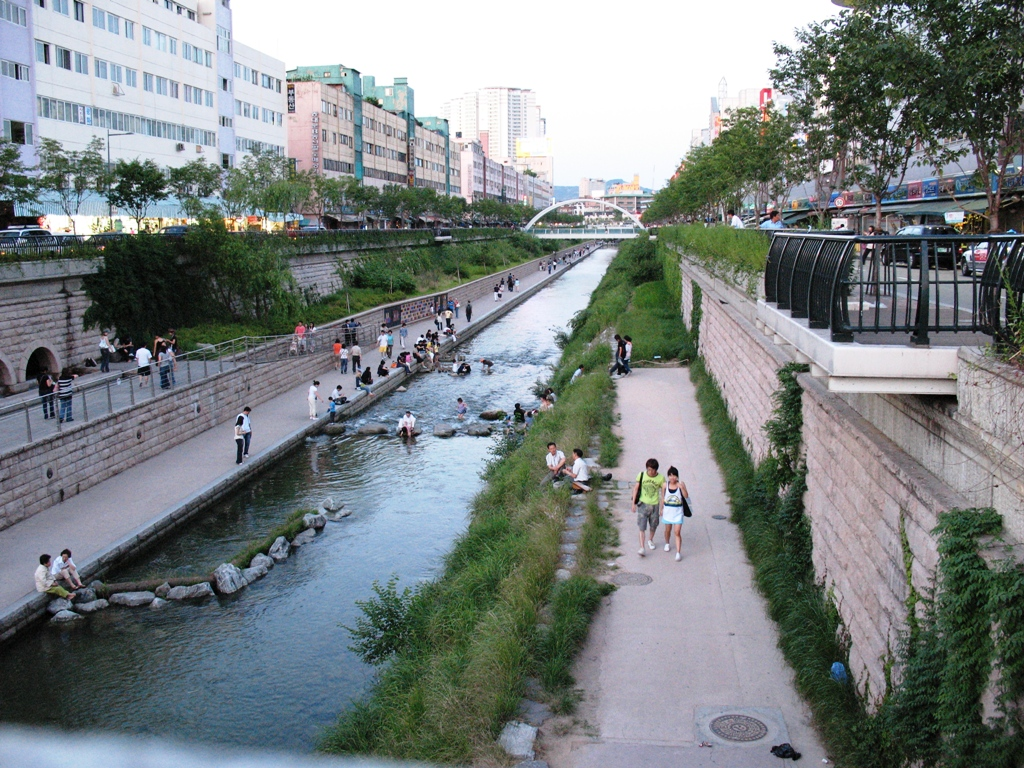
청계천

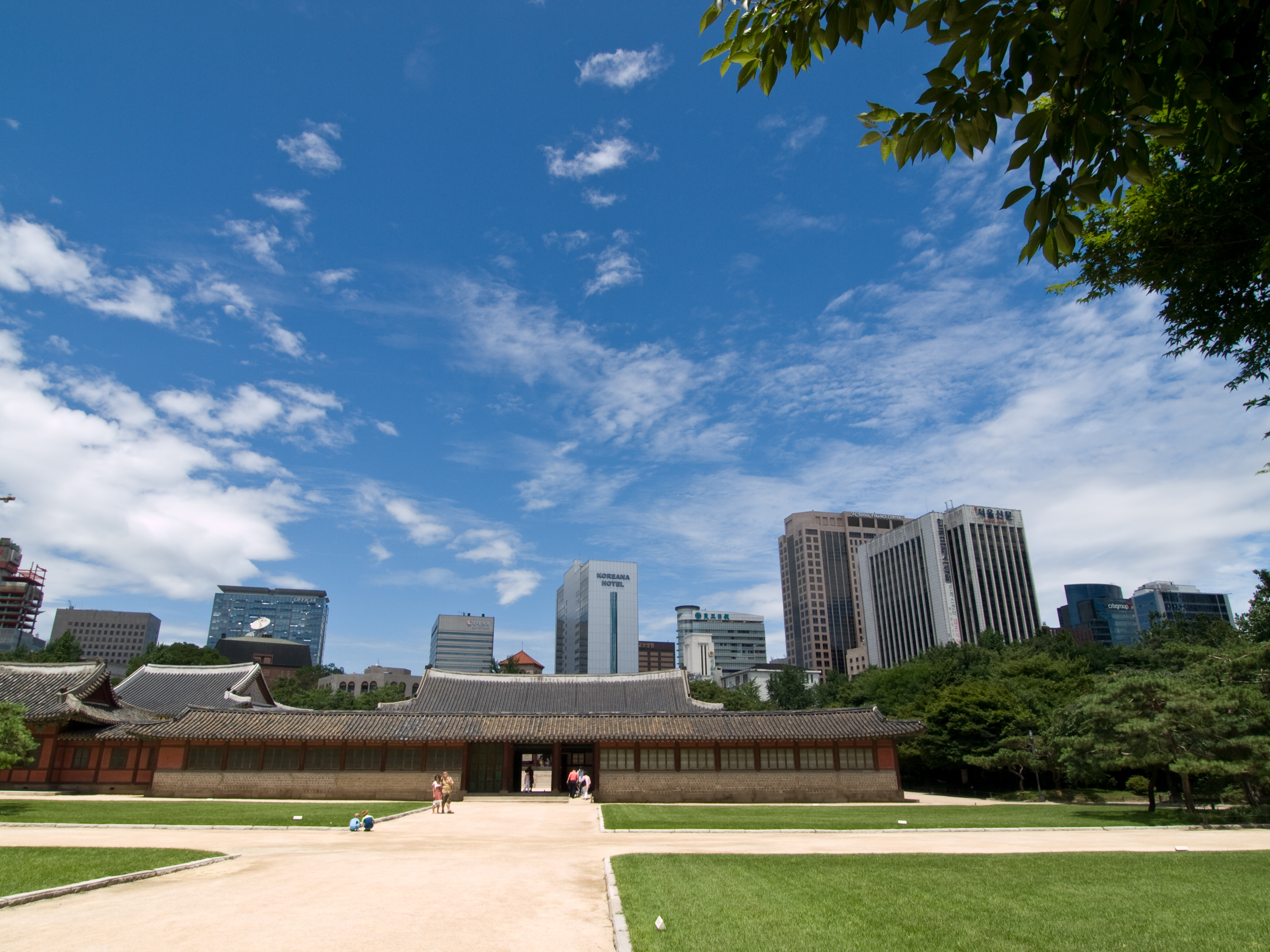
덕수궁

문화는 대표적인 것으로 충무아트센터, 음악 등이 있다.
충무로는 근대 영화 산업이 발전한 곳이었으며, 이를 바탕으로 해마다 충무로 국제 영화제가 열린다.
대신증권 본사가 위치한 자리는 1934년 개관한 500석 규모 「중앙극장」이 위치했던 곳으로 60~80년대 서울 내 12대 극장으로 유명했다. 오장동 묵정공원 인근 상가 건물 자리에는 「조일좌」 상영관이 위치했으며, 1946년 1월 13일에 「장안극장」으로, 1948년 3월 5일 「조선극장」으로 명칭 변경하다 1949년 4월에 폐관했다. 을지로 6가 동대문운동장 주변에는 「계림극장」, 「동대문극장」이 위치했으며, 을지로 5가 일대에는 「중부극장」, 을지로 4가에 1958년 8월 20일 개관한 「초동극장」이 있었다.
- 청계천

청계천은 서울특별시의 남산, 북악산 등에서 발원하여 종로구, 중구, 동대문구, 성동구 등을 거치며 중랑천과 합류한 뒤 한강으로 흘러드는 마른 하천이다. 본래의 이름은 ‘개천’이었으나 일제강점기에 "청계천"으로 바뀌어 오늘날의 이름이 되었다.
- 덕수궁

중구 정동에 있는 조선 시대의 궁궐로서, 대한민국의 사적 제124호이며 면적은 63,069m2이다. 원래의 면적은 현재보다 넓었으나, 일제강점기를 거치면서 축소되었다. 본래 이름은 경운궁으로, 조선 초기 세조가 남편을 잃고 궁궐을 떠나는 맏며느리 수빈 한씨(인수대비)를 가엽게 여겨 개인 사저로 마련해주었고, 이후 한씨의 차남 자산군이 보위에 오르게 되어 궁궐에 들어가자 장남인 월산대군이 물려받았다. 임진왜란 뒤 선조가 월산대군의 집을 임시로 왕의 거처로 쓰면서 궁이 되었다. 1608년 선조가 죽은 뒤 광해군이 이 곳에서 즉위하였는데, 그해 완성된 창덕궁으로 떠나면서 경운궁이라는 궁호를 붙여주었다. 1623년에는 인조가 이 곳에서 즉위하였다. 또한, 고종이 황제로 즉위한 곳이기도 하다. 1897년 고종 34년 고종이 러시아 공사관에서 이 궁으로 거처를 옮기면서 비로소 궁궐다운 장대한 전각들을 갖추게 되었다. 1904년 큰 화재로 대부분의 전각이 소실되었으나, 1905년 즉조당, 석어당, 경효전, 함녕전 등이 중건되었다. 1906년 대안문 이 수리된 뒤 대한문으로 개칭하고 정문으로 삼았다. 1907년 융희 1년 순종 즉위 후 고종은 궁호를 경운궁에서 덕수궁으로 바꾸었다. 1611년 ~ 1615년에는 조선의 정궁, 1897년 ~ 1907년에는 대한제국의 황궁이었다.
- 서울시청광장
- 남산

중구와 용산구에 걸쳐있는 산이다. 산 정상에 N서울타워가 있다.

### 먹거리
신당동에 있는 떡볶이타운은 떡볶이를 파는 가게들이 밀집해 있는 곳으로 유명하다.

### 숙박
특1급 호텔로는 소공동의 호텔 롯데, 웨스틴조선호텔, 남대문로의 지운현무서울힐튼호텔, 태평로의 서울프라자호텔, 장충동의 신라호텔,회현동의 티마크그랜드이 있다.

## 교육 기관
- 사립대학교

|  | - 동국대학교 |

- 사립전문대학

|  | - 숭의여자대학교 - 정화예술대학교 |

- 고등학교

|  | - 환일고등학교 - 성동고등학교 - 서울의료보건고등학교 | - 한양공업고등학교 - 경기여자상업고등학교 - 대경생활과학고등학교 | - 성동글로벌경영고등학교 - 성동공업고등학교 - 리라아트고등학교 | - 이화여자외국어고등학교 - 장충고등학교 - 이화여자고등학교 |

- 평생교육

|  | - 정화미용고등학교 |

- 중학교

|  | - 금호여자중학교 - 대경중학교 - 덕수중학교 | - 장원중학교 - 장충중학교 - 창덕여자중학교 | - 한양중학교 - 환일중학교 |

## 교통

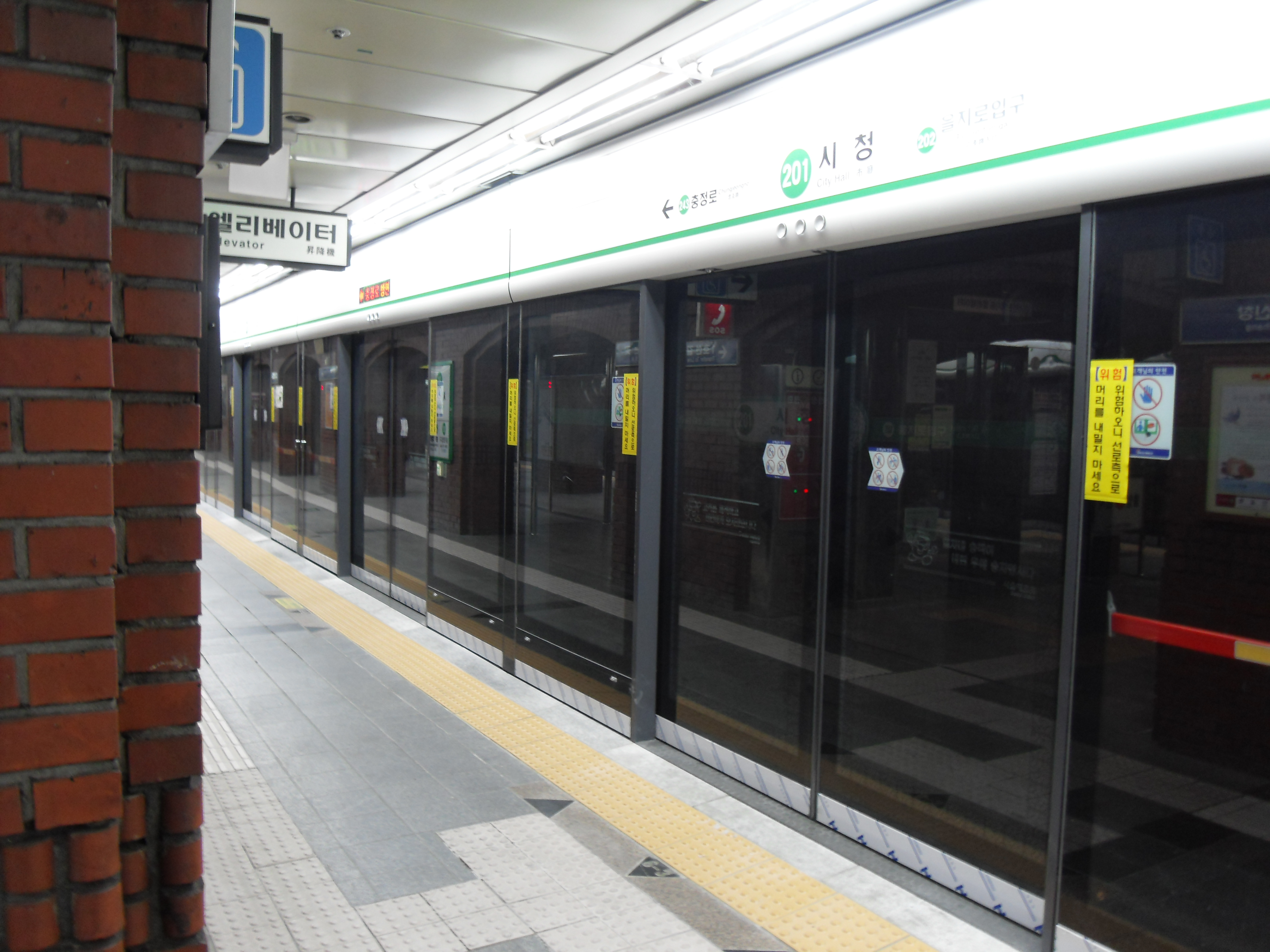
2호선 시청역

중구는 퇴계로, 을지로, 청계천로, 남대문로, 왕십리로 등의 간선도로가 관통하고 수도권 전철 1·2·3·4·5·6호선이 통과하는 교통의 요충지이다.

### 철도
- 지티엑스에이운영

- ● 수도권 광역급행철도 A노선

(은평구) ← 서울역
- 서울교통공사

- ● 수도권 전철 1호선

(종로구) ← 시청역 - 서울역 → (용산구)
- 한국철도공사 및 수도권 전철 4호선의 서울역은 용산구 동자동에 있다. 단, 경의중앙선 서울역의 경우 중구 봉래동에 위치한다.

- ● 서울 지하철 2호선

(서대문구) ← 시청역 - 을지로입구역 - 을지로3가역 - 을지로4가역 - 동대문역사문화공원역 - 신당역 → (성동구)
- ● 수도권 전철 3호선

(종로구) ← 을지로3가역 - 충무로역 - 동대입구역 - 약수역 → (성동구)
- ● 수도권 전철 4호선

(종로구) ← 동대문역사문화공원역 - 충무로역 - 명동역 - 회현역 → (용산구)
- ● 수도권 전철 5호선

(종로구) ← 을지로4가역 - 동대문역사문화공원역 - 청구역 → (성동구)
- ● 서울 지하철 6호선

(용산구) ← 버티고개역 - 약수역 - 청구역 - 신당역 → (종로구)
- 한국철도공사

- ● 수도권 전철 경의·중앙선

(서대문구) ← 서울역

## 주요 시설
한국은행 등 KB국민은행을 포함한 금융기관과 조선일보, 중앙일보 등 언론기관의 본사가 중구에 있다.

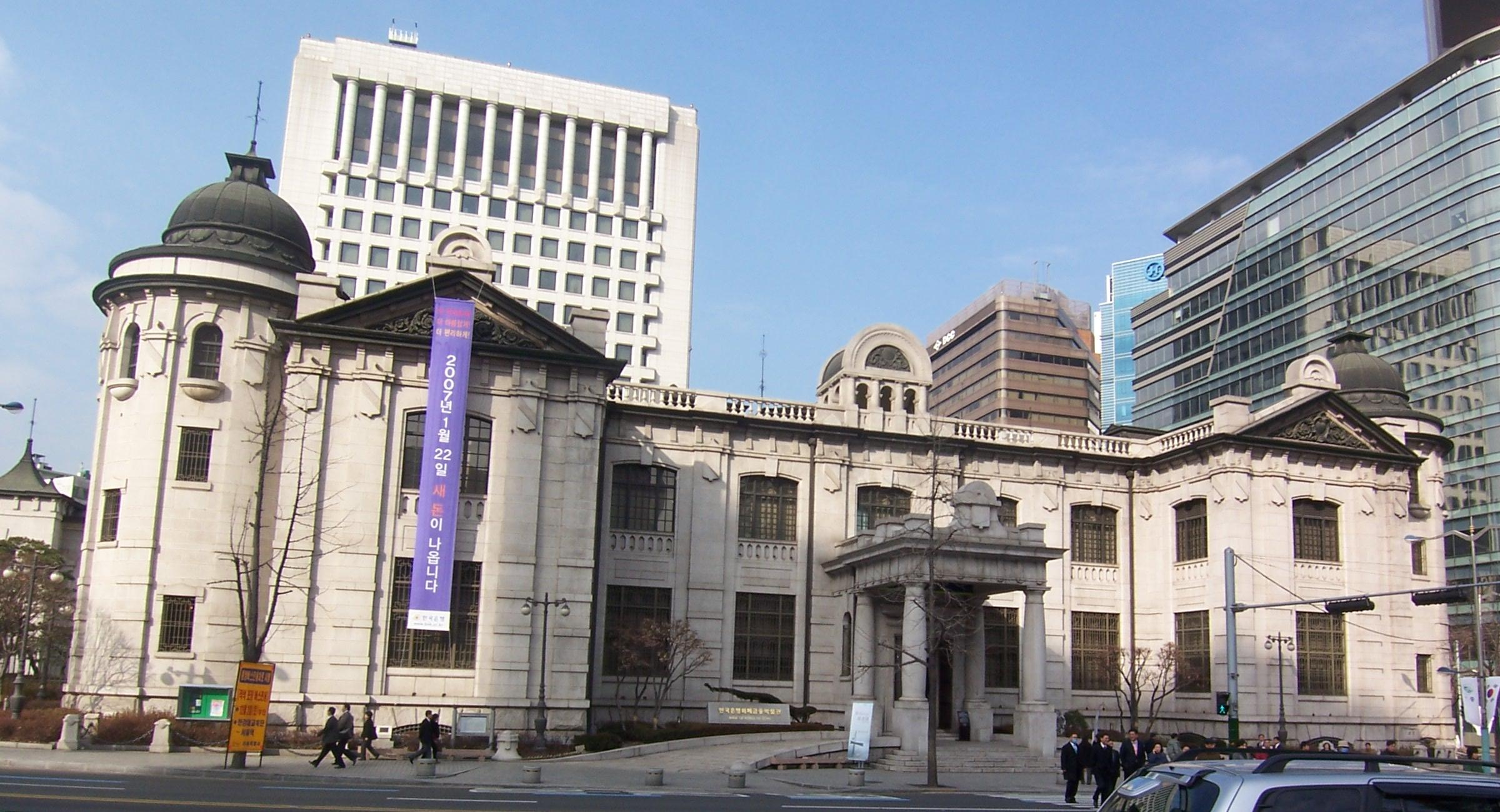
한국은행 본점

## 스포츠
- 장충체육관 (프로배구 V-리그 남자부 서울 우리카드 우리WON, 여자부 GS칼텍스 서울 KIXX 홈구장)

## 자매 도시
| 지역 & 국가    | 도시             | 도시             |
| -------------- | ---------------- | ---------------- |
| 대한민국       | 강원특별자치도   | 속초시           |
| 대한민국       | 경기도           | 여주시           |
| 대한민국       | 경기도           | 포천시           |
| 대한민국       | 경상북도         | 문경시           |
| 대한민국       | 전라남도         | 장성군           |
| 대한민국       | 전라남도         | 부안군           |
| 대한민국       | 전북특별자치도   | 무주군           |
| 대한민국       | 충청남도         | 부여군           |
| 대한민국       | 충청북도         | 영동군           |
| 오스트레일리아 | 뉴사우스웨일스주 | 뉴사우스웨일스주 |
| 중국           | 베이징시         | 베이징시         |
| 중국           | 저장성           |                  |
| 중국           | 헤이룽장성       |                  |
| 몽골           | 울란바토르       | 울란바토르       |
| 러시아         | 모스크바         | 모스크바         |